# Gia Scala
Gia Scala (3 de marzo de 1934-30 de abril de 1972) fue una actriz y modelo británica, famosa en el cine y la televisión estadounidenses en las décadas de 1950 y 1960. 

## Biografía
Scala nació en Liverpool, Inglaterra de padre siciliano Pietro Scoglio y madre irlandesa Eileen O'Sullivan. Tenía una hermana, Tina Scala, que fue también actriz. Se crio en Sicilia, en Messina y en la finca de su abuelo, Natale Scoglio, uno de los mayores productores de cítricos de la isla. A los 16 años se trasladó a los Estados Unidos para vivir en Queens, Nueva York con su tía Ágata. Tras graduarse del instituto se mudó a Manhattan para iniciar una carrera en la actuación. Trabajaba de día en agencias de viajes y seguros y de noche asistía a clases nocturnas con Stella Adler. Obtuvo pequeños papeles en programas de la naciente televisión y una primera audición en 1954, positiva. Firmó un contrato con Universal Studios, que le dio el nombre artístico, la tiñó de castaño oscuro y le arregló los dientes frontales. Scala rápidamente logró prominencia en el cine de Hollywood, recibiendo aclamación crítica por sus actuaciones en The Garment Jungle (1957) y The Two-Headed Spy (1959), y apareciendo en notables producciones como la serie televisiva Alfred Hitchcock Presents (1960) y la película The Guns of Navarone (1961). A lo largo de los años 1960 apareció frecuentemente en diversas series televisivas.
En 1957 quedó muy abatida por la muerte de su madre. En 1958 obtuvo la ciudadanía estadounidense y en 1959 se casó con Don Burnett, un antiguo actor reconvertido en banquero de inversiones. Se divorciaron once años después, en septiembre de 1970, momento en que la actriz tenía problemas con el alcohol y su carrera declinaba. La noche del 30 de abril de 1972, Scala, de 38 años, fue encontrada muerta en su vivienda de Hollywood Hills. El forense del condado de Los Ángeles, Thomas Noguchi, informó que la causa de su muerte fue una "intoxicación aguda por etanol y barbitúricos". 
Las circunstancias que rodearon la muerte de Scala han sido cuestionadas, y algunos creen que fue el resultado de un asesinato o suicidio en lugar de tratarse de una muerte accidental. Su hermana, Tina Scala, nunca creyó que tuviera la intención de quitarse la vida ni que su muerte fuera accidental. Además, Scala fue descubierta desnuda sobre su cama, y se encontraron moretones en su cuerpo y sangre en su almohada. La habitación parecía estar decorada con botellas y vasos de vino sucios, lo cual era sospechoso ya que se sabía que Scala era una persona muy organizada y ordenada. Scala fue enterrada junto a su madre, Eileen O'Sullivan-Scoglio, en el cementerio Holy Cross en Culver City, California.

## Filmografía

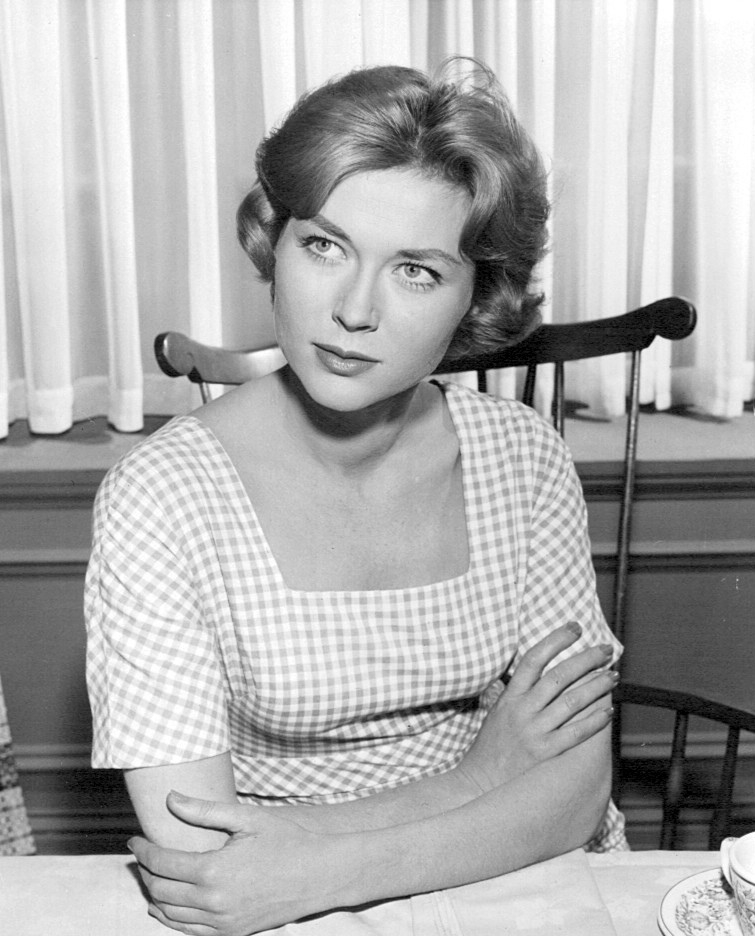
Gia Scala en 1960 en el episodio de Alfred Hitchcock Presents "Mother, May I Go Out to Swim?"

### Cine y televisión
| Año  | Título                              | Personaje          | Observaciones                          |
| ---- | ----------------------------------- | ------------------ | -------------------------------------- |
| 1954 | Stop the Music                      |                    |                                        |
| 1955 | All That Heaven Allows              | Marguerita         |                                        |
| 1956 | Never Say Goodbye                   | Minnie             |                                        |
| 1956 | The Price of Fear                   | Nina Ferranti      | Gia Scala                              |
| 1957 | TV- Goodyear Theatre                | Giovanna           |                                        |
| 1957 | Four Girls in Town                  | Vicki Dauray       |                                        |
| 1957 | The Big Boodle                      | Anita Ferrer       |                                        |
| 1957 | Don't Go Near the Water             | Melora Alba        | MGM                                    |
| 1957 | The Garment Jungle                  | Theresa Renata     |                                        |
| 1957 | Tip on a Dead Jockey                | Paquita Heldon     |                                        |
| 1958 | Ride a Crooked Trail                | Tessa Milotte      |                                        |
| 1958 | The Tunnel of Love                  | Estelle Novick     | MGM                                    |
| 1958 | The Two-Headed Spy                  | Lili Geyr          |                                        |
| 1959 | The Angry Hills                     | Eleftheria         |                                        |
| 1959 | Battle of the Coral Sea             | Karen Philips      |                                        |
| 1960 | I Aim at the Stars                  | Elizabeth Beyer    |                                        |
| 1960 | TV- Alfred Hitchcock Presents       | Lottie Rank        | Mother, May I Go Out to Swim?          |
| 1960 | TV- The Islanders                   | Rhea               | Duel of Strangers                      |
| 1961 | The Guns of Navarone                | Anna               |                                        |
| 1961 | TV – Here's Hollywood               | Ella misma         | Episodio 1.154                         |
| 1961 | TV Hong Kong                        | Maria Banda        | The Runaway                            |
| 1961 | TV Alfred Hitchcock Presents        | Lisa Talbot        | Deathmate                              |
| 1962 | Il trionfo di Robin Hood            | Anna               |                                        |
| 1964 | Operation Delilah                   | Dalida             |                                        |
| 1964 | TV -Alfred Hitchcock Presents       | Kitty Frazier      | The Sign of Satan                      |
| 1964 | TV –The Rogues                      | Simone Carnot      | Take Me to Paris                       |
| 1965 | TV – The Rogues                     | Lisa de Monfort    | The Laughing Lady of Luxor             |
| 1965 | TV- Convoy                          | Madeline Duval     | Passage to Liverpool                   |
| 1965 | TV- Voyage to the Bottom of the Sea | Dra. Katya Markova | Jonah & the Whale                      |
| 1965 | TV -Twelve O'Clock High             | Ilka Zradra        | Rx for a Sick Bird                     |
| 1965 | TV – Run for Your Life              | Marika Takacs      | How to Sell Your Soul for Fun & Profit |
| 1966 | TV – Jericho                        | Simone DuBray      | Upbeat & Underground                   |
| 1967 | TV – Tarzan                         | Martha Tolboth     | The Golden Runaway                     |
| 1969 | TV – The Name of the Game           | Renata Marino      | The Inquiry                            |
| 1969 | TV – It Takes a Thief               | Angel              | The Artist Is for Framing              |